# Гиренко Юрко Олександрович
Юрко́ Олекса́ндрович Гире́нко (Гіренко; 1906 — ?) — український хоровий диригент, педагог. Член Правління Музичного товариства імені Миколи Леонтовича.

## Загальні відомості
Диригент і учитель співів Юрко Гиренко на момент вступу до комітету пам'яті Миколи Леонтовича був студентом Музично-драматичного інституту ім. М. Лисенка. Згодом як член Музичного товариства імені Леонтовича брав активну участь у популяризації українського хорового співу.
1924 року став організатором і керівником хор-гуртка Київського інституту народної освіти. «Одним із найголовніших моментів роботи хору було створення студії, де студенти мали змогу отримати як теоретичні знання, так і практичні навички керування хором, набути репертуар кращих музичних творів. Цей хор брав участь в багатьох заходах. В його репертуарі переважали твори українських композиторів.»
Викладав на факультеті хорового диригування Музично-драматичного інституту ім. М. Лисенка. Серед його учнів — диригент і композитор Михайло Фісун.